# Teucholabis (Teucholabis) subclara
Teucholabis (Teucholabis) subclara is een tweevleugelige uit de familie steltmuggen (Limoniidae). De soort komt voor in het Neotropisch gebied.